# Rio Combate
Rio Combate är ett vattendrag i Brasilien.   Det ligger i delstaten Mato Grosso do Sul, i den södra delen av landet, 900 km sydväst om huvudstaden Brasília.
Trakten runt Rio Combate består i huvudsak av gräsmarker. Runt Rio Combate är det ganska glesbefolkat, med 42 invånare per kvadratkilometer.